# Asszonyfalvahavas
Asszonyfalvahavas (románul Muntele Săcelului) falu Romániában, Kolozs megyében.

## Népessége
1910-ben 258 lakosa volt, ebből 249 román. Az ezt követő népszámlálások során a falu teljes egészében román lakosú volt: 1941-ben 344 fő, 1956-ban 286 fő, 1966-ban 160 fő, 1977-ben 145 fő, 1992-ben 94 fő.

## Fekvése
Kolozsvártól délnyugatra 60 km, Járabányától északnyugati irányban 8 km távolságra, 771-1125 méter magasan a Gyalui-havasokban a Huza (vagy Huda) patak völgyében fekszik. A község nagyrészt a patak bal partján szétszórt házakból áll.[forrás?]

## Története
1910 előtt Havasasszonyfalva része volt. A trianoni békeszerződésig Torda-Aranyos vármegye alsójárai járásához tartozott. Ortodox temploma 1962-ben épült.